# Namdrik
Namorik, aussi appelé Namdrik, est un atoll et une municipalité composé de 2 îles, Namorik et Matamat, situées dans la chaîne de Ralik dans l'État-archipel des Îles Marshall. En 1999, la population était de 772 habitants. L'atoll se trouve à 152 km au nord-ouest de Jaluit. Les terres fermes mesurent uniquement 2,2 km² mais elle enserrent un lagon de 7 km².
L'atoll se trouve à 138 kilomètres au nord-ouest de l'atoll d'Ebon, et est formé de deux motus recouverts de végétation et enserrant le lagon. Un récif corallien se trouve entre les îles sur le récif, avec de nombreux rochers noirs, et sépare le lagon peu profond de la mer.

## Histoire
Bien que plusieurs des îles de la chaîne de Ralik aient été découvertes par le capitaine espagnol Alonso de Salazar en 1526, elles étaient vraisemblablement habitées par des peuples micronésiens depuis environ 1000 ans avant Jésus-Christ.
L’atoll de Namorik fut découvert le 15 décembre 1792 par le capitaine britannique Essex Henry Bond qui lui donna le nom de « Baring Islands ». Les îles qui le composent se retrouvèrent plus tard sous administration espagnole.
La Compagnie de Nouvelle-Guinée, une compagnie de commerce allemande, s’établit sur la chaîne de Ralik vers 1859[réf. nécessaire] et l’Empire allemand acheta toutes les Îles Marshall à l’Espagne le 22 octobre 1885. La compagnie Jaluit administra les îles à partir de 1886, ces dernières allant faire partie de la Nouvelle-Guinée allemande en 1906.
Durant la Première Guerre mondiale, le territoire fut occupé en octobre 1914 par le Japon qui reçut en décembre 1920 un mandat d’administration de la Société des Nations, le mandat des îles du Pacifique, après le Traité de Versailles de 1919.
Pendant la Seconde Guerre mondiale, le groupe d’îles fut utilisé par le Japon comme base militaire jusqu’à ce que les États-Unis s’emparent du territoire au printemps 1944. Le groupe d’îles fut ensuite gérer par l'administration américaine. L’administration du « Territoire sous tutelle des îles du Pacifique » qui comprenait entre autres les Îles Marshall de même que toutes les Îles Carolines, fut confiée aux États-Unis par les Nations unies en 1947. Les États-Unis prononcèrent la dissolution du Territoire sous tutelle des îles du Pacifique le 3 novembre 1986.
L'atoll a été inscrit sur la liste des sites Ramsar le 2 février 2012.

## Conseils de navigation
Les navires peuvent franchir le récif, bien qu'avec difficulté, en passant par le côté ouest de l'atoll. Un poste de commerce se trouve sur la côte ouest de l'îlot de Namorik, au sud de l'atoll. Le débarquement peut s'effectuer à environ 90 mètres au sud de la côte ouest de l'îlot de Namorik, mais il n'est pas possible d'abriter le navire lorsque les vents viennent du nord-est, et la manœuvre est déconseillée avec des vents fort sud-ouest en cas de mer forte. Un récif frangeant s'étend jusqu'à environ 135 mètres à côté du lieu de débarquement, avec une profondeur de 1,2m et des rochers. Deux épaves sont échouées à environ 90 mètres de la côte sud le long de la ligne de récif.

## Galerie

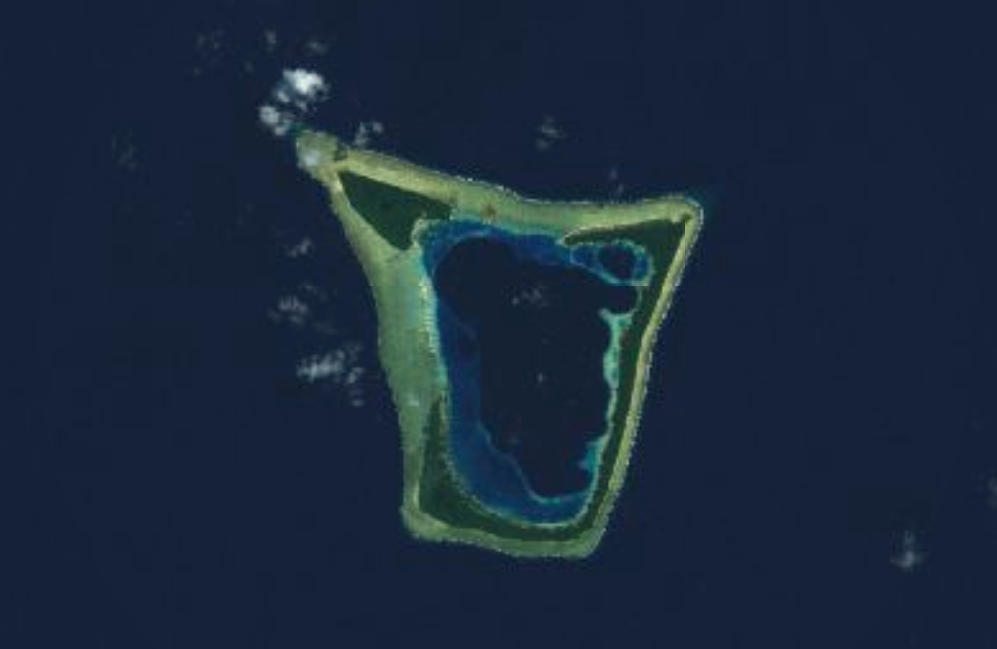
Image satellite de l'atoll
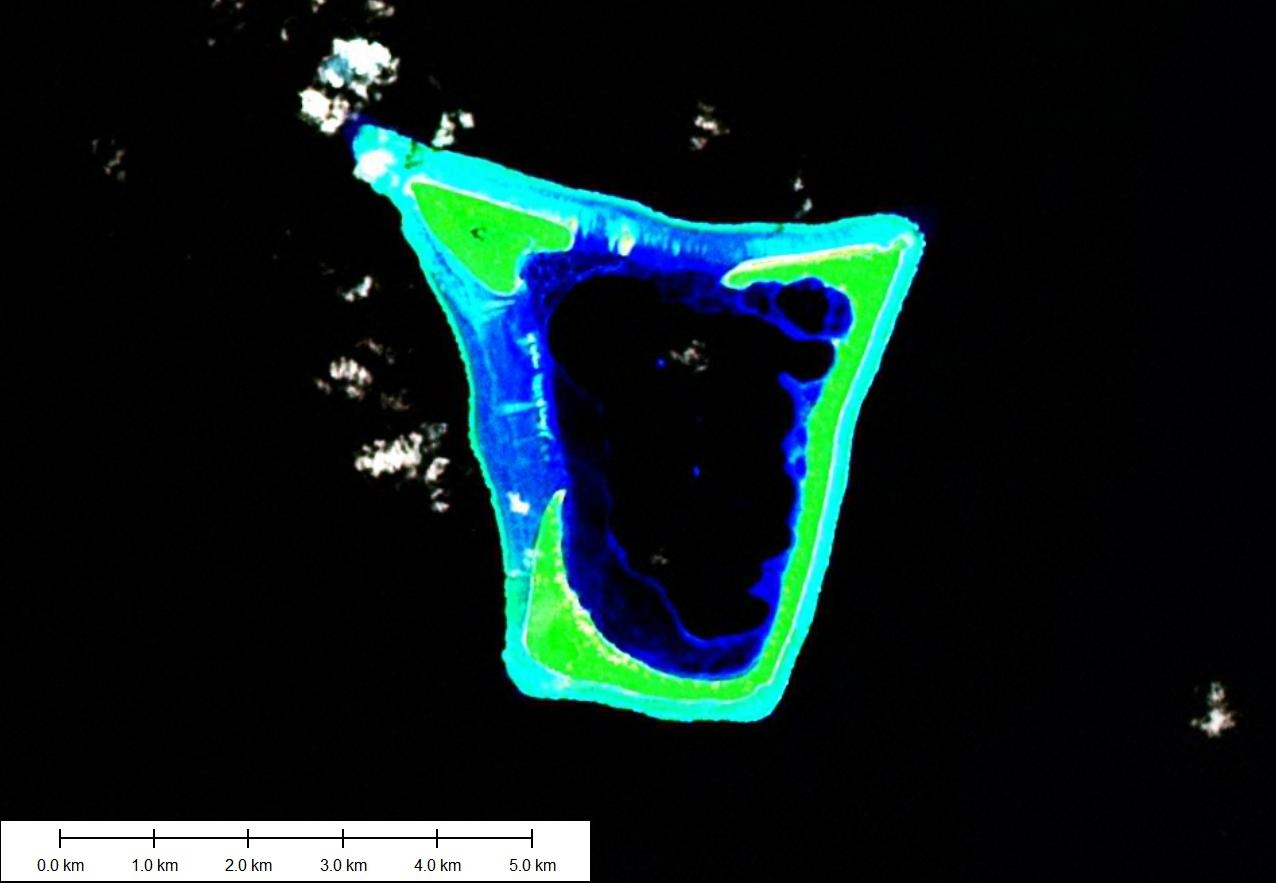
Prise de vue par satellite
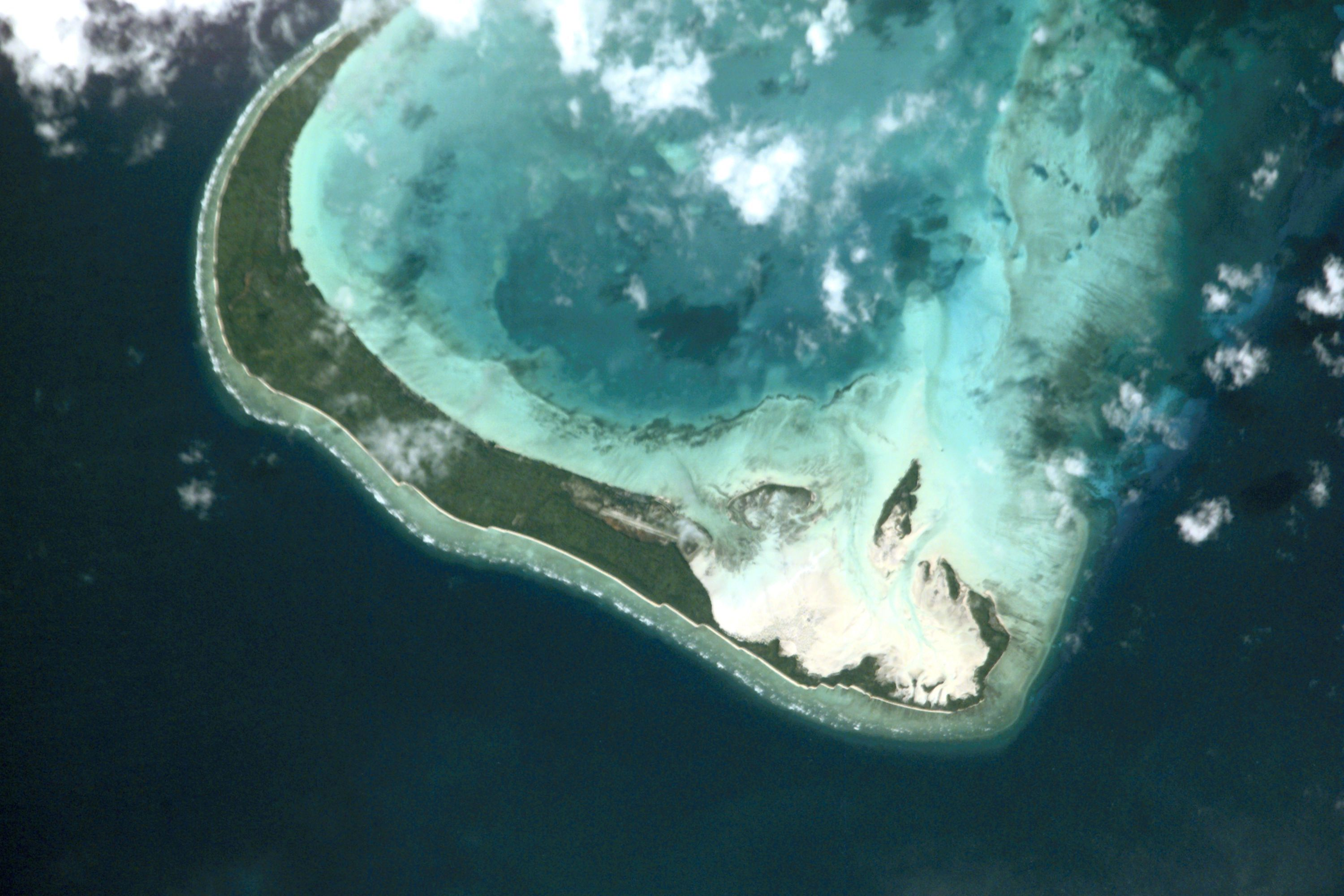
Image satellite d'une partie de l'atoll